# Bohol
Bohol est une île des Philippines située en  mer des Philippines et plus localement en mer de Bohol, une mer intérieure de l'archipel philippin. C'est une province de la région de Visayas centrales (Région VII), l'une des trois zones principales de l'archipel des Visayas. La capitale de la province se trouve à Tagbilaran.
Son code selon la norme ISO 3166-2:PH est BOH.

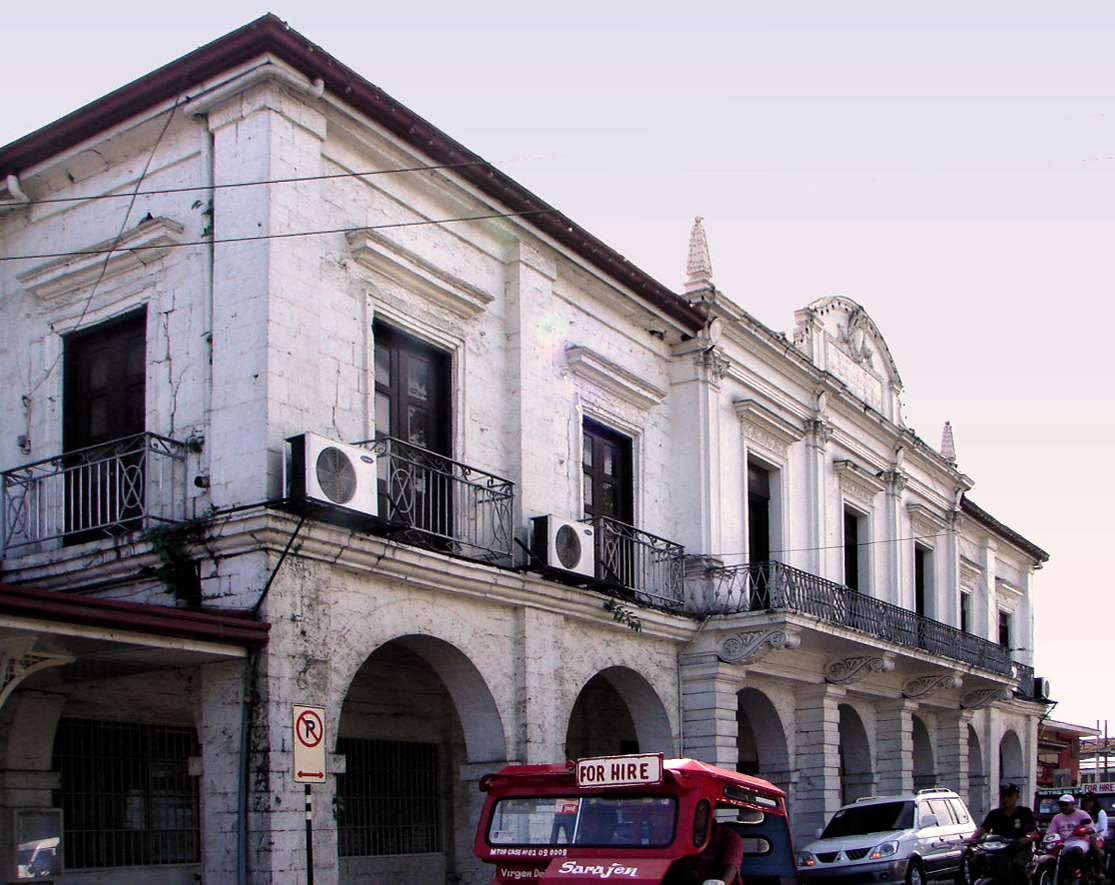
Palais provincial de Bohol.
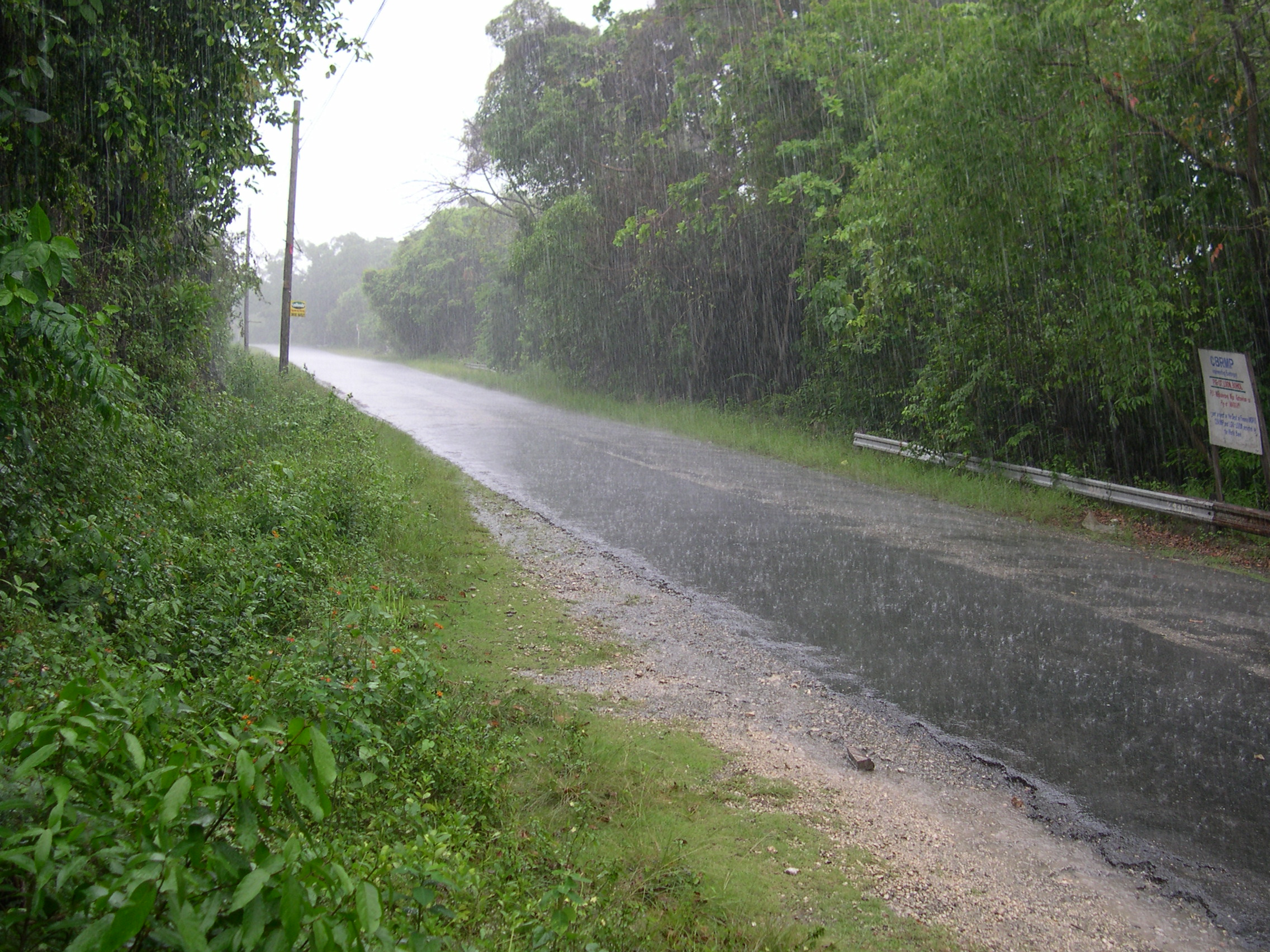
Pluie tropicale à Bohol

## Histoire
L'île a été frappée par un violent séisme d'une magnitude de 7,3 sur l'échelle de Richter le 15 octobre 2013.

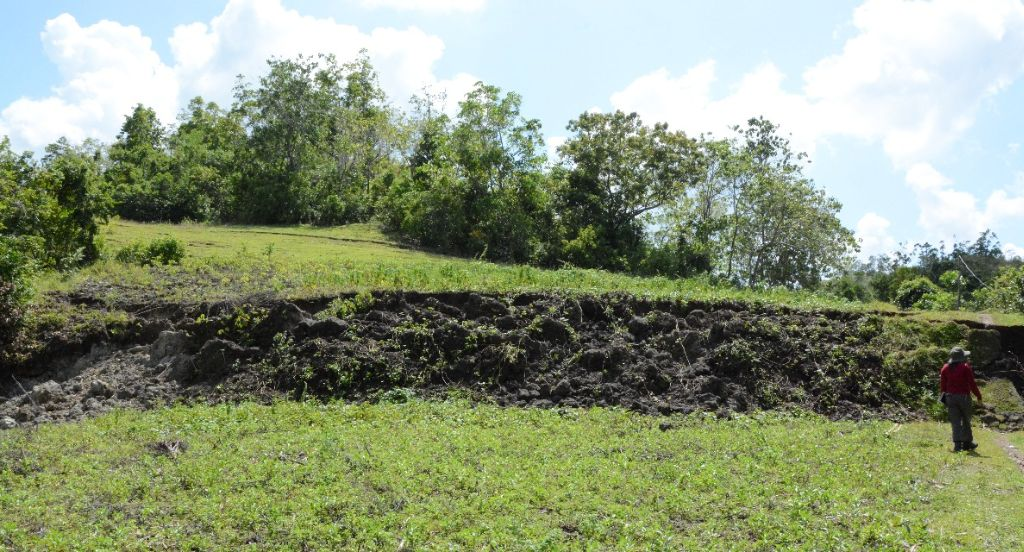
La faille d'Inabanga, dans le nord de Bohol (2016). Une partie du sol s'est soulevée de 2 m après le séisme de 2013.

## Culture
Le bisaya, une des langues aux Philippines, et l'une de ses variantes, le cebuano, est parlé en tant que langue maternelle à Bohol, comme dans le reste des Visayas.

Parmi les églises baroques des Philippines, on peut citer l'église San Pedro y San Pablo, située à Loboc.

## Villes
- Alburquerque,
- Alicia,
- Anda,
- Antequera,
- Baclayon,
- Balilihan,
- Batuan,
- Bien Unido,
- Buenavista,
- Bilar,
- Calape,
- Candijay,
- Carmen,
- Catigbian,
- Clarin,
- Corella,
- Cortes,
- Dagohoy,
- Danao,
- Dauis,
- Dimiao,
- Duero,
- Garcia Hernandez,
- Guindulman,
- Inabanga,
- Jagna,
- Jetafe,
- Lila,
- Loay,
- Loboc,
- Loon,
- Mabini,
- Maribojoc,
- Panglao,
- Pilar,
- Sagbayan,
- San Isidro,
- San Miguel,
- Sevilla
- Sierra Bullones,
- Sikatuna,
- Talibon,
- Trinidad,
- Tubigon,
- Ubay,
- Valencia.

## Géographie
Le sous-sol de l'île a pour particularité d'être constitué en bonne partie de calcaire, comme les célèbres Chocolate Hills.

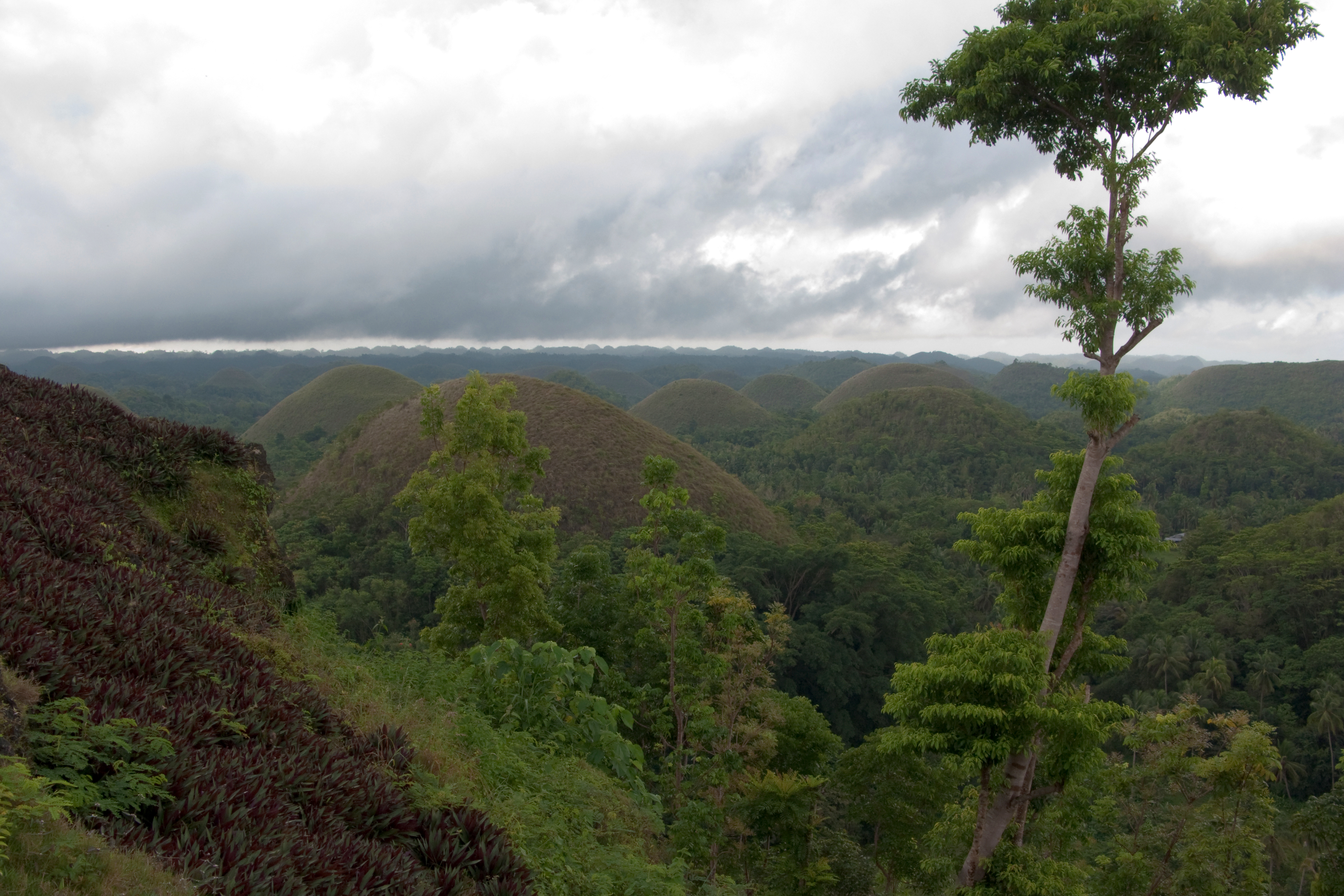
Vue des Chocolate Hills, une grande attraction touristique de l'île.
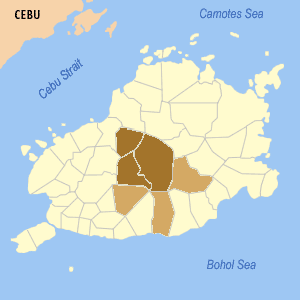
Localisation des Chocolate Hills sur la carte de Bohol.
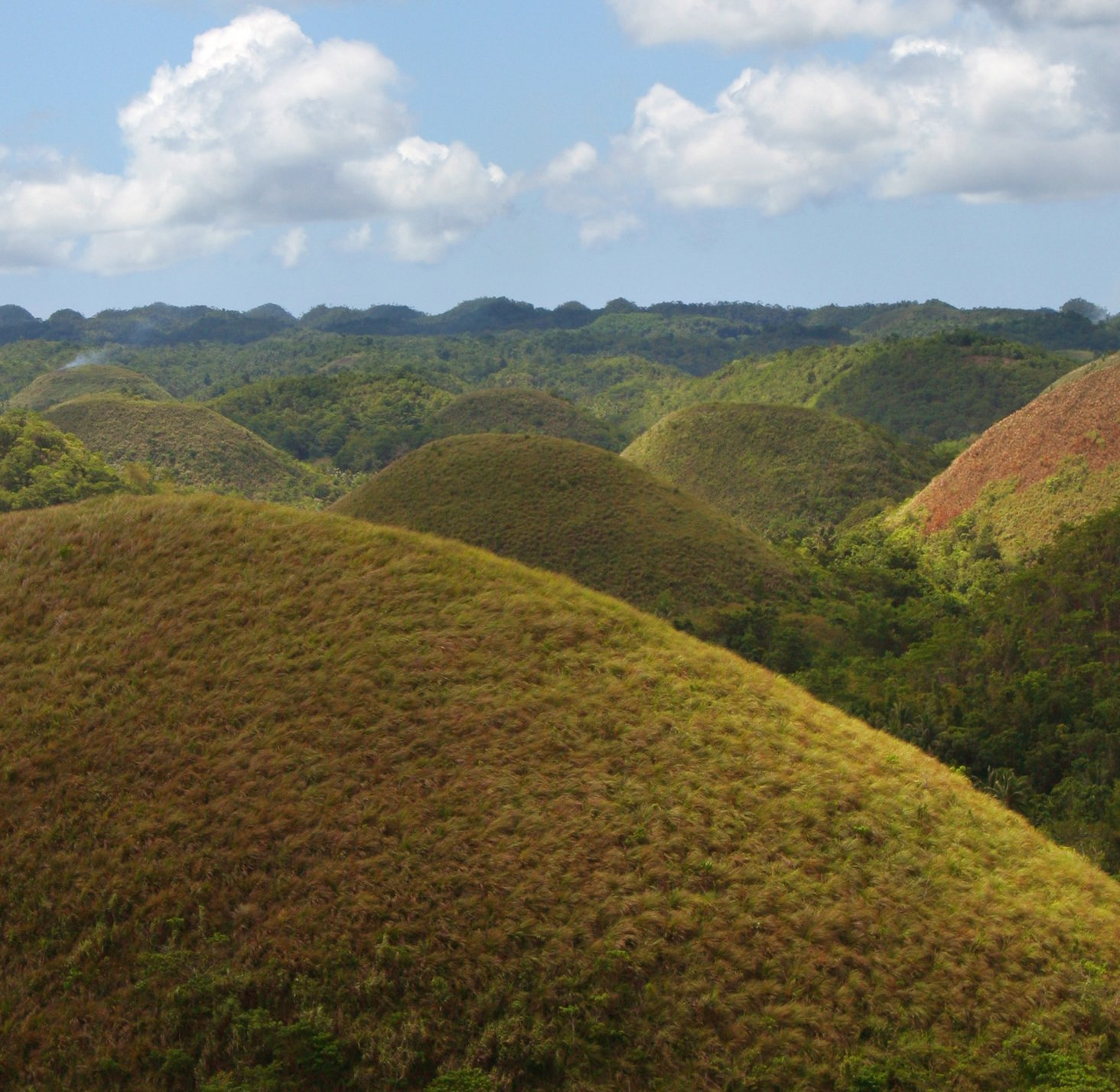
Autre vue des Chocolate Hills.
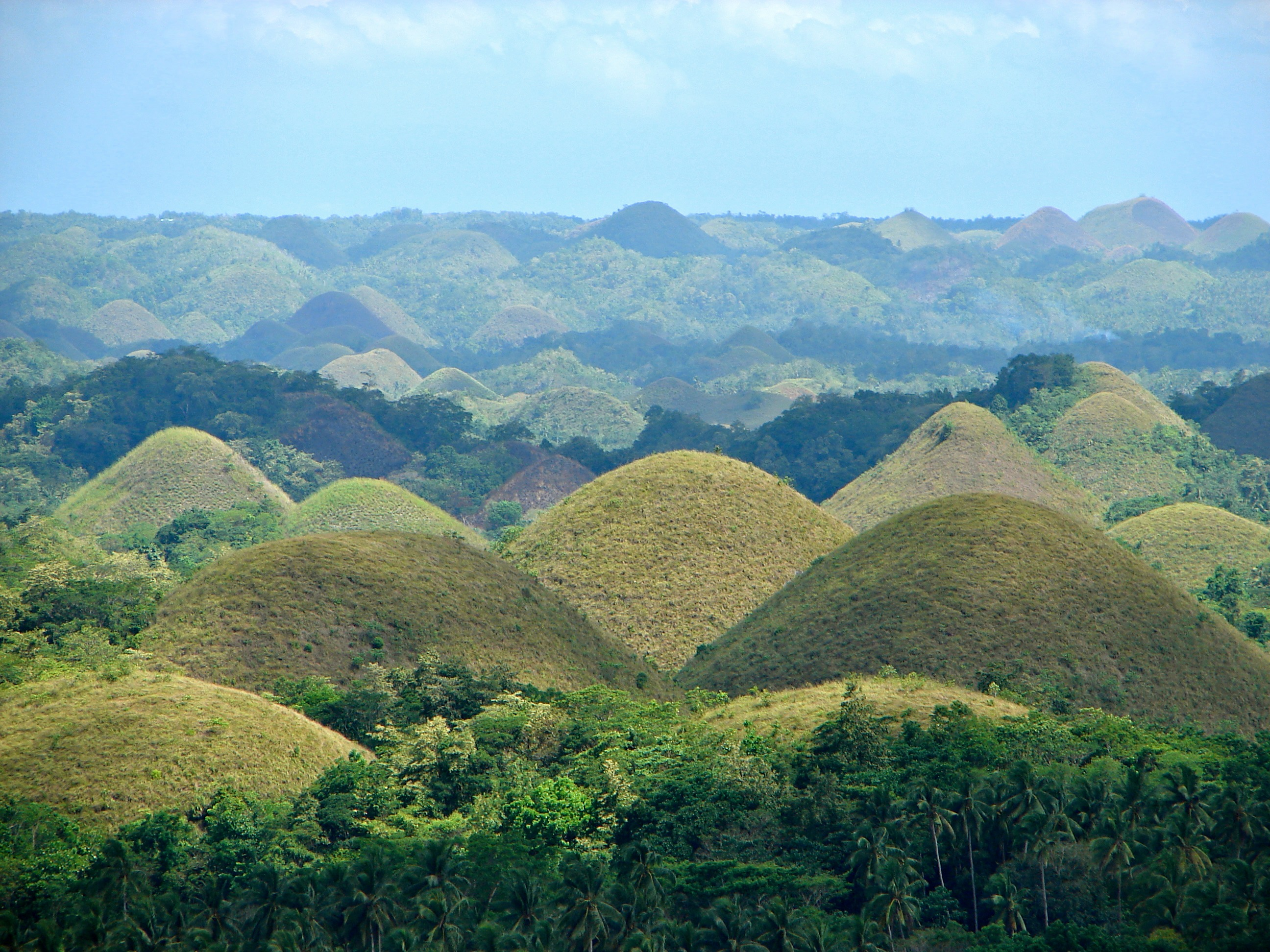
Autre vue des Chocolate Hills.

### Faune et flore
L'île abrite les seuls sanctuaires du Tarsier des Philippines, une espèce endémique des îles du sud de l'archipel. La visite de ces sanctuaires est généralement comprise dans les circuits touristiques.